# Henry Eriksson
Knut Henry Eriksson (Avesta, 23 de janeiro de 1920 – Gevália, 8 de janeiro de 2000) foi um atleta meio fundista sueco, campeão olímpico dos 1500 metros. Fez sua primeira aparição internacional no Campeonato Europeu de Atletismo de 1946, em Oslo, quando ficou com a medalha de prata nos 1500 metros. Em 15 de julho de 1947, em Malmo, no Campeonato Sueco de Atletismo, ele e o compatriota Lennart Strand, que sempre o superou na carreira à exceção da prova mais importante de todas, fizeram uma corrida extremamente disputada, onde Strand quebrou o recorde mundial dos 1500 m – 3:43.0 – e ele terminou em segundo, conquistando sua melhor marca pessoal na carreira, 3:44.7.
Em Londres 1948, Strand, Eriksson e o também sueco Gösta Bergkvist eram os favoritos à medalha de ouro. As condições no dia da final estavam longe do ideal, com o dia chuvoso e a pista encharcada. Na marca dos 1000 metros, Eriksson e Strand, que corriam juntos na liderança, aumentaram o ritmo e se destacaram do resto do grupo, entrando juntos na última volta com 15 m de vantagem sobre o terceiro colocado, Willem Slijkhuis, da Holanda. Na última curva, como sempre fazia, Strand forçou o ritmo para ultrapassá-lo mas desta vez não conseguiu. Eriksson aumentou o ritmo e faltando cinquenta metros disparou cruzando a linha de chegada com três metros de vantagem, vencendo em  3:49.8, na única e mais importante vitória que conseguia contra Strand.
Eriksson encerrou sua carreira após os Jogos e retornou ao seu trabalho de bombeiro. Em 1956, foi um dos atletas que acendeu a pira olímpica no estádio olímpico de Estocolmo para a inauguração das competições equestres das Olimpíadas daquele ano. Por causa da lei australiana que exigia seis meses de quarentena para qualquer animal que entrasse no país, as competições do hipismo dos Jogos de Melbourne 1956, na Austrália, foram realizadas na capital da Suécia.